# Marušići

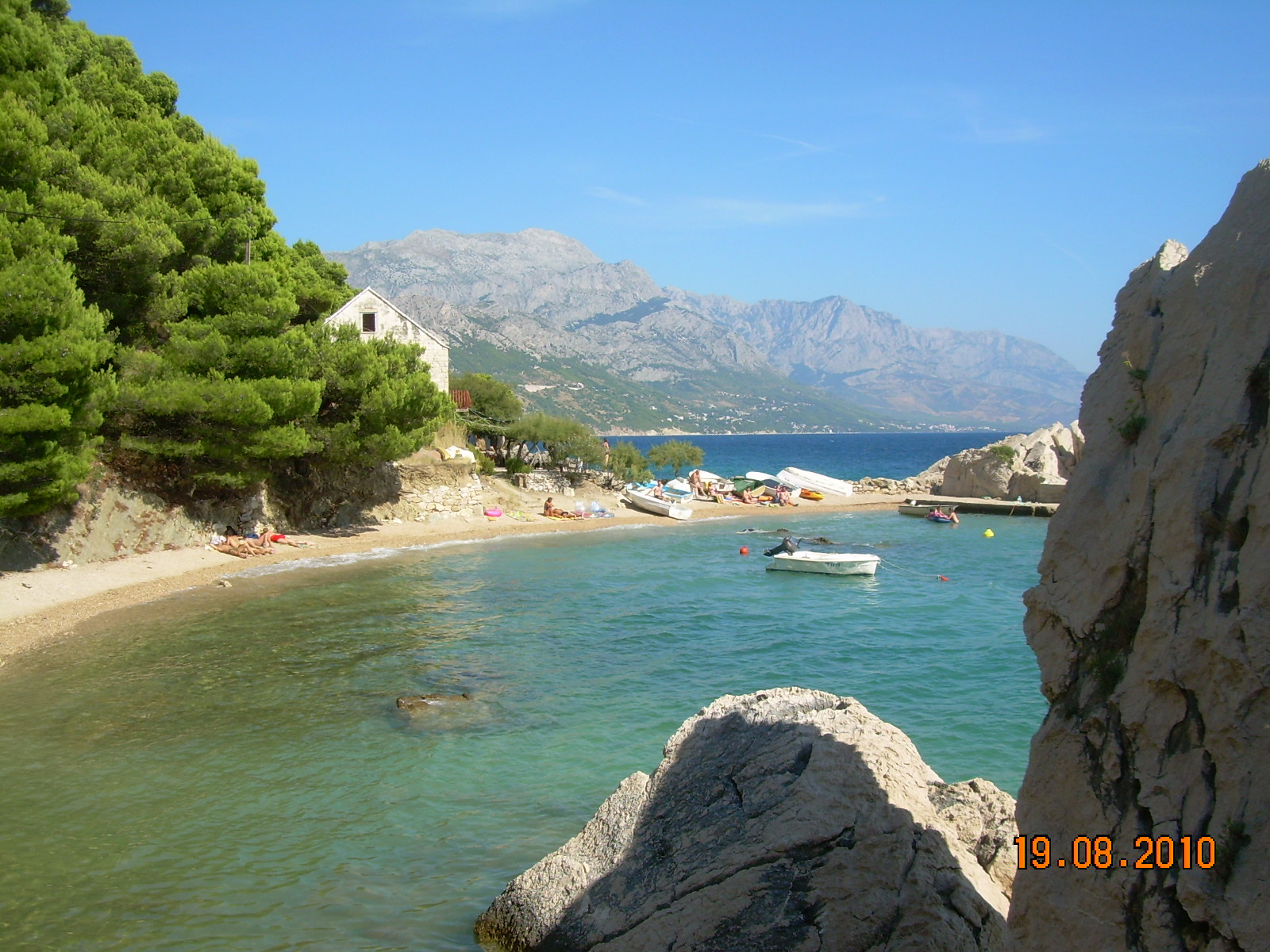
Pláž v Marušići

Marušići je malá vesnice a přímořské letovisko v Chorvatsku ve Splitsko-dalmatské župě, spadající pod opčinu města Omiš. Nachází se pod pohořím Omiška Dinara, asi 13 km od Omiše, 18 km od Makarské a 36 km od Splitu.
Podle sčítání lidu z roku 2001 trvale žije v Marušići 203 obyvatel, v roce 2021 zde žilo 141 obyvatel. Obyvatelé se živí především turismem, vinařstvím a pěstováním ovoce a oliv.
Marušići leží na Jadranské magistrále, která je významná pro dopravu ve vesnici. Pláže jsou oblázkové a je zde několik vodních pramenů. Nachází se zde kostel Panny Marie Lurdské, mlýn, obchod a mnoho apartmánů a restaurací.
Sousedními vesnicemi jsou Mimice a Pisak, dále pak Brela, Gornja Brela, Lokva Rogoznica a Slime.